# ソドミー

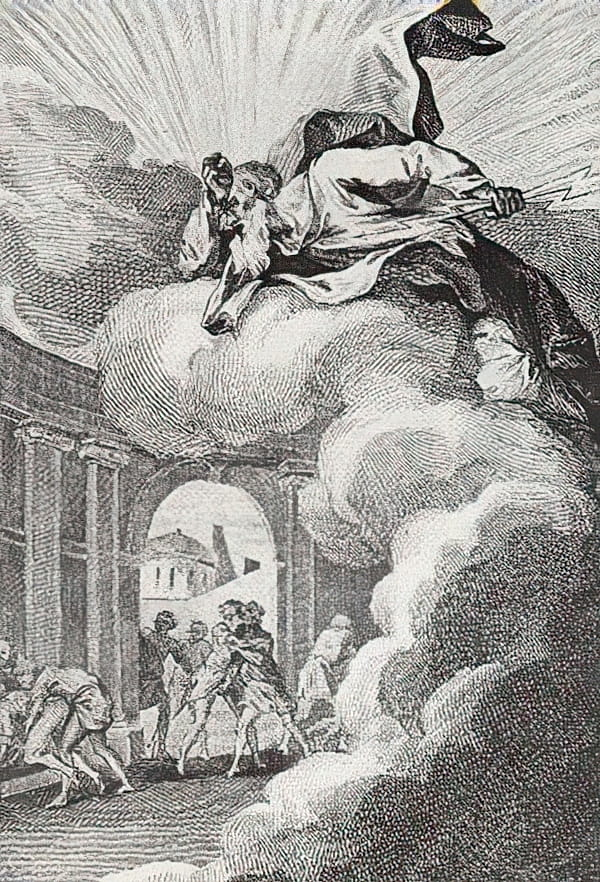
フランソワ・ロラン・エリュアンの"Le pot pourri de Loth" (1781)より「神の怒りを買うソドム人」

ソドミー（英語: Sodomy、発音: [ˈsɒdəmi]）とは、「不自然」な性行動を意味する法学において使われる用語で、具体的にはオーラルセックス、肛門性交など非生殖器と生殖器での性交を指す。同性間・異性間、対象が人間・動物の区別はない。

## 定義
この語は聖書にある堕落した都市の名「ソドム」と関連しており、 教会ラテン語の "peccatum Sodomiticum" または英語の "sin of Sodom" が起源とされ、共に「ソドムの罪」を意味する。創世記の18章-19章では、神がソドムとゴモラを極めて罪深い場所と知り、住民を殺す前にこれが本当に正しいか確認しようとする。ソドムの実態を確認すべく、神は人間の姿をした2人の天使を街へ送った。2人の天使は夕方に到着した後、ロト(正しい人)に家へ招かれ、そこでロトに夜の間に家族と街を去るように強く勧めた。
4 ところが彼らの寝ないうちに、ソドムの町の人々は、若い者も老人も、民がみな四方からきて、その家を囲み、5 ロトに叫んで言った、「今夜おまえの所にきた人々はどこにいるか。それをここに出しなさい。われわれは彼らを知るであろう」。6 ロトは入口におる彼らの所に出て行き、うしろの戸を閉じて、7 言った、「兄弟たちよ、どうか悪い事はしないでください。8 わたしにまだ男を知らない娘がふたりあります。わたしはこれをあなたがたに、さし出しますから、好きなようにしてください。ただ、わたしの屋根の下にはいったこの人たちには、何もしないでください」。9 彼らは言った、「退け」。また言った、「この男は渡ってきたよそ者であるのに、いつも、さばきびとになろうとする。それで、われわれは彼らに加えるよりも、おまえに多くの害を加えよう」。彼らはロトの身に激しく迫り、進み寄って戸を破ろうとした。10 その時、かのふたりは手を伸べてロトを家の内に引き入れ、戸を閉じた。11 そして家の入口におる人々を、老若の別なく打って目をくらましたので、彼らは入口を捜すのに疲れた。—創世記19章4節-11節（日本聖書協会訳、1955）
この節の要約
ソドムの男達は二人の客を「知りたい」と思い、ロトに彼らを差し出すように要求した（聖書では「知る」がしばしば性行為を意味する）。ロトはこれを拒否して外に出て、処女の娘二人を代わりに差し出すことを提案した。この提案は拒否され、男達はロトを押してドアを押し破ろうと近づいたが、天使はロトを家に引き戻してドアを閉めた。天使は街の男達を盲目にさせ、ロト達を守った。盲目になった外の男達は家の中に入ろうと力つきるまで努力した。彼らの堕落とみるか、もてなしの欠落とみるか、聖書の一節の解釈によって異なる。
その後ソドムは硫黄と火の雨で破壊された。この聖書の物語から「ソドミー」の語は生まれた。この語は「不自然なセックス」と同義の意味として使われることとなった。神話におけるソドムとゴモラが実在したかどうかは議論の余地がある。一部では青銅器時代のカナンの都市NumeiraとBab edh-Dhraで起きた災害を脚色したものだとし、寓話の都市が存在したとする点で論争が続いている。しかしながら、Bab edh-Dhraの跡地は石油や歴青、硫黄、天然ガスの埋蔵物が確認されており、物語との繋がりを示す証拠だとの推測を呼ぶ材料となっている。
現在の用法
現在の用法では、この用語は主に法律で使われている。前述の性的活動を禁じるソドミー法は、ユダヤ人、キリスト教徒、イスラム文化などにおける性道徳規制の基準となっている。アメリカ合衆国の様々な刑法で、"sodomy" の語は法律で定義された"Deviant sexual intercourse"（逸脱した性交）にほとんどが置き換わっている。これらの法律は異議を申し立てられたり、時には憲法違反を下されたり、他の法律に置き換わったりしている。いくつかの国、具体的にはアフリカ・中東および南アジアでは肛門性交を違法とするために「ソドミー法」が存在している。それ以外の国々では肛門性交が違反とならないため、この用語は強姦の意味に限定されている。英語の言葉 "buggery" は、ソドミーの概念に近く、法律や一般的な会話では同じ意味として使われている。
一部の法律制度では、 "sodomy" より "buggery" の語が用いられている。

## 聖書
ヘブライ語聖書では、ソドムは住民の邪心に怒った神により破壊されたとしている。ソドムが破壊された理由となる罪について明確に書かれたものは、旧約聖書ではエゼキエル書にみられ、新約聖書ではユダの手紙にみられる。

### ヘブライ語聖書
ソドム破壊の物語、および神の破壊を阻止するアブラハムの試みの失敗については、創世記の18章-19章に記述されている。同書では神の怒りを買った罪についての内容に深く触れた記述がない。
ソドムと同性愛との関連付けは、ロトの客人に街の男が強姦の企てをした記述に由来している。聖書の記述の元となった著者のなかには、これを罪深い行為と考えた人物がいて、もてなしの心の欠如を罪の主軸にしていた。この考えは創世記の18章-19章でロトの客人が街へやってくる前には説明されておらず、「もてなし」の言葉はソドムの破壊が決まってから出現する。士師記の19章-21章には様々な点で創世記と似た記述があり、ここでは住民が女性に強姦をした罪によってほぼ完全に街が破壊されたとしている。
モーセ五書や預言書では、神のソドム破壊が絶大な力の証明として何度も書かれている。この出来事は申命記の29章、イザヤ書の1章、3章、13章、エレミヤ書の49章および50章、エレミヤの哀歌の4章、アモス書の4章11節、ゼファニヤ書の2章9節で記述がある。申命記の32章、エレミヤ書23章14節、エレミヤの哀歌の4章では、ソドムの罪について言及しているが、罪の細かな内容については言及がない。ソドムの罪の詳細については、「姦淫や嘘」 (エレミヤ書)、「強情」 (マタイによる福音書) 、「怠惰な生活」 (ルカによる福音書)、「婚前交渉」 (ユダの手紙)、「下品な生活」(ペトロの手紙二)に関連する項目がある。欽定訳聖書(KJV)では性的不道徳を示す語 "aselgeiais" (マルコによる福音書、コリントの信徒への手紙二、エフェソの信徒への手紙、ペトロの手紙一、ユダの手紙)、または「淫乱」 (ローマの信徒への手紙、ペトロの手紙二)の言葉で表現されている。
エゼキエル書の16章には、ソドムとイスラエル王国の比較がある。
あなたは彼らの道を歩まず、彼らの憎むべき事に従っていないが、しばらくすると、あなたのおこないは、彼らよりもさらに悪くなる。—エゼキエル書 16章47節（日本聖書協会訳、1955）
49 見よ、あなたの妹ソドムの罪はこれである。すなわち彼女と、その娘たちは高ぶり、食物に飽き、安泰に暮していたが、彼らは、乏しい者と貧しい者を助けなかった。50 彼らは高ぶり、わたしの前に憎むべき事をおこなったので、わたしはそれを見た時、彼らを除いた。—エゼキエル書 16章49-50節（日本聖書協会訳、1955）
エゼキエル書の要約には性的な罪に明示的に言及した箇所はない。

#### 同性間性行為
欽定訳聖書(KJV)は申命記23章17節を「イスラエルの女に淫売な者はなく、また男にも男色者はない。」と訳しているが、"Qadesh"  (ヘブライ語:קדש = 神聖娼婦)の語を"sodomite"(同性間の性行為)と訳しており、新国際版聖書では "Sacred prostitution" (= 神聖娼婦)と訳している。聖地における男性神聖娼婦は、KJVが付加した同性愛的行動というよりむしろ不妊の女性に受胎能力を授ける儀式を行っていた。

### 新約聖書
新約聖書は、旧約聖書のと同様にソドムを罪によって神の怒りを買った都市だという記述があるが、ユダの手紙では破壊の原因となった主要な罪について議論の元となっている。
1:6主は、自分たちの地位を守ろうとはせず、そのおるべき所を捨て去った御使たちを、大いなる日のさばきのために、永久にしばりつけたまま、暗やみの中に閉じ込めておかれた。1:7ソドム、ゴモラも、まわりの町々も、同様であって、同じように淫行にふけり、不自然な肉欲に走ったので、永遠の火の刑罰を受け、人々の見せしめにされている。—ユダの手紙 1章6-7節  (日本聖書協会訳、1954年)
新約聖書にて "indulging in gross immorality" (不道徳な行いに溺れる)と訳され、いくつかの聖書で "giving themselves over to fornication" （姦淫に溺れる）と訳されている元となったギリシャ語の言葉は "ekporneuō"  ("ek" and "porneuō")である。この言葉は新約聖書には使われておらず、姦通を意味する言葉として七十人訳聖書で表れた(創世記38章24節と出エジプト記34章15節)。新国際版聖書などの現代訳の一部はこの語を "sexual immorality" (= 性的不道徳)と訳している。
ギリシャ語の"strange flesh"( =奇妙な性欲)は異性愛のことで、この語は基本的に "another/other" や "sarx" を意味し、 "flesh" の一般的な意味は、肉体や男性の裸体、慣習を意味している。

## 中世以前の見解

### ユダヤ人の見解
49 見よ、あなたの妹ソドムの罪はこれである。すなわち彼女と、その娘たちは高ぶり、食物に飽き、安泰に暮していたが、彼らは、乏しい者と貧しい者を助けなかった。50 彼らは高ぶり、わたしの前に憎むべき事をおこなったので、わたしはそれを見た時、彼らを除いた。—エゼキエル書 16章49-50節 （日本聖書協会訳、1955）
古典的なユダヤ人の書では、ソドム住民の同性愛行為を強調しているのでなく、よそ者に対する残酷さやもてなしの欠如と同じ程度に扱っているとされている。
13世紀の学者ナフマニデス(en)は「賢者達によると、彼らは様々な不道徳で名高いが、彼らの悲運は貧しいものを助けなかった点に固執されて知ることができない。」記している。彼と同年代に生きたRabbenu Yonah(en)は「聖書は彼らの慣習「Tzedakah」(慈善または正義)の欠如が破滅を引き起こした」と同じ解釈をしている。
ギリシャ正教とローマカトリックが正典に含めるが現代ユダヤ、プロテスタントや他のキリスト教宗派では外典とする知恵の書（または『ソロモンの知恵』）はソドムの物語に触れ、もてなしの心の欠如が罪であったと強調している。
13 また、罪人の上には罰來りしが、それは雷の力をもて、豫め示されししるしによるものなりき。彼等はその惡によりて、苦に逢ひしは正しかりき。彼等がその客に向ひてなせる憎しみは、まことに歎しきごとにてありたればなり。—ソロモンの知恵19章13節（旧約聖書続篇翻訳委員訳、1934）

12世紀のラビ、モーシェ・ベン＝マイモーンによってリスト化された613のミツワーにおける男性同士の性的活動 (#157) および獣姦 (#155-156) の忌諱は、彼らの出典であるLeviticus 18では「ソドミー」の語を含んでいなかった。創世記19章の物語からソドムの邪悪な部分に基づき、男色の表現が発生した。
4 ところが彼らの寝ないうちに、ソドムの町の人々は、若い者も老人も、民がみな四方からきて、その家を囲み、5 ロトに叫んで言った、「今夜おまえの所にきた人々はどこにいるか。それをここに出しなさい。われわれは彼らを知るであろう」。 —創世記19章4-5節 （日本聖書協会訳、1955）
上記の「彼らを知るであろう」の部分は新国際版聖書(New International Version, NIV)では"so that we can have sex with them"（「彼らとセックスできるように」もしくは「そうすれば彼らとセックスできるだろう」といった意味）と訳されている。この箇所のヘブライ語の動詞וְנֵדְעָ֖ה（知る）は聖書において性的な意味合いで使われることもあり、常にその意味で使われている訳はないがこの節はそう解釈できる。その後にロトのショックな反応の記述が続いている。
7 言った、「兄弟たちよ、どうか悪い事はしないでください。—創世記19章7節（日本聖書協会訳、1955年）

### 紀元1世紀のキリスト教徒とユダヤ人の見解

#### ユダの手紙の現代英訳
新約聖書におけるユダの手紙は創世記の物語を繰り返し、ソドムの罪の光景に性的不道徳を潜在的に加えている。
ドム、ゴモラも、まわりの町々も、同様であって、同じように淫行にふけり、不自然な肉欲に走ったので、永遠の火の刑罰を受け、人々の見せしめにされている。—ユダの手紙 1章7節 (日本聖書協会訳、1954年)
英訳版の聖書には"sexual immorality and pursued unnatural desire"(性的不道徳や不自然な欲望)、"strange flesh"(奇妙な肉欲)、false flesh(間違った肉欲)のような翻訳が登場するが、その具体的な内容については言及されていない。
- English Standard Version(ESV)は2001年に翻訳され、この語の訳に "false flesh" を充て、近年により近いキリスト教徒の解釈に沿って、創世記が説明する不道徳性的活動を推定する表現になった(比較：ローマの信徒への手紙の1章21節-32節はソドムに限定していない箇所で使用されている)。

- "strange flesh" の語は、正しくは男性ではなく天使の強姦被害に言及したものという説もある[26]。

これは旧来の解釈と逆のもので、天使は姦淫や同性間の行為や「常態から外れた」という点での異常な事態がこの地域に起きているか（創世記18章）の調査に送られた。"Strange"は「道徳律外」の意味だと考えられていて (Romans 7:3; Galatians 1:6) 、ここでの「よそ者」は天使であるとロトもソドムの街の人々も理解しているのは疑わしいとされている。
- 第3の説では "false flesh" がカニバリズム[要出典]を指し、この意味合いはモーセの律法外でカナンに住む人々の行為に対して使われた。反対論者は、 主に創世記[32]のソドムの物語における性的描写対カニバリズムに重きをおいて異論を唱え、ユダの手紙の7節にある "ekporneuō" が性的描写を伝える言葉であるとしている。

#### フィロン
古代ギリシアのユダヤ人哲学者であるアレクサンドリアのフィロン（紀元前20年 - 紀元50年）はソドム住人に関して別の聖書の説明について記述している。
「男として、これらの事を慎重に押さえることができなかったので、彼らは牛のように落ち着かなくなり首がこわばった。そして自然の法則を破って、とても乱暴に、大食いに耽り、そして飲み、不法な関係を迫った。他の女の後で狂っただけでなく、他人の夫婦の契りを汚し、お互いの後で男達に欲情したのだった。見苦しい行為を行い、一般的な自然の姿を気にしたり敬うことをしなかった。そして子供を望んでいるのに関わらず、子を成さない事ばかりしていたので罪深き人々になってしまった。しかし暴力的な衝動に襲われてしまったので、罪を背負っても何も変わらなかった。そして次第に男は女性のように扱われるのに慣れてしまい、女性の病と許しがたい悪が彼らの間に生まれた。女々しさや弱さが生まれて彼らの個性までもが女性のようになってしまっただけでなく、彼らの魂を最も卑しいものにし、男達の全てが堕落してしまった。」 (133-35; ET Jonge 422-23)

#### ヨセフス
ユダヤ人の歴史家フラウィウス・ヨセフス(紀元37年–100年頃)は創世記の物語を要約したときに "Sodomites" という言葉を使っている。 「この頃、ソドム人は財宝や財産を手に入れて、高慢になっていた。男に関して邪になり、神にも非礼になっていた。神から受けた便宜も思い出さず、よそ者を憎み、ソドム的行動(Sodomites)でお互いを痛めつけ合った。」「ソドム人が美しい顔つきの若い男を見つけ、彼は殊更美しく、ロトに寝る場所をお願いして、彼らは無理矢理美しい少年を乱暴して楽しもうと決めた。ロトは冷静になるよう熱心に勧め、よそ者にみだらなことをしないよう申し出た。しかし彼らがロトの家を寝る場所にしようとするのをみて、もし我慢できないのならばよそ者の代わりに自分の娘達を差し出すと約束したが、彼らは何とも思わなかった」(古代ユダヤ史 1.11.1,3  — 紀元96年頃)。ヨセフスの評価は聖書の内容以上だが、保守的な人はソドム人が行っていた姦淫(ユダの手紙 1:7)の内容を示す決定的な事だと見ている。

### イスラム教の見解
コーランは聖書に基づく同性間の性的行為とソドムの関係をはっきり述べている。「ソドム」の名前は出てこないが、 "Sodomites" は "people of Lut"  (ロトの家族)という意味で使われている。ロトはヘブライ人/アラブ人の父祖アブラハムの甥で、ユダヤ教のソドムの物語で、ソドムの惨劇からの生き残りを許された家族の長である。
コーランでは、彼はまた神に任命された彼の家族（民族）の預言者だとしている。民族の名前が記録されていないので、 "people of Lot" が唯一の称号である。 "sodomy" のイスラム語は "liwat" で、この語を無理矢理訳すとすれば "lottishness" になる( Homosexuality and Islamを参照)。そして今日、لوطي   (読み:lūṭiy 英語訳:"of Lot's people")という語は、アラビア語でゲイ男性を意味する言葉であるが、この語は著しく名誉を毀損するような、また宗教色の濃い表現である。
イスラム教の観点では、同性愛は非自然的な行動で、サタンの影響を受けたソドムとゴモラに住んでいた人々が始めたこととなっている。
彼らの不道徳な行為を止めさせるために、アッラーはロトを預言者として送ったとされる（コーラン7章80-81節）。

## 中世のキリスト教

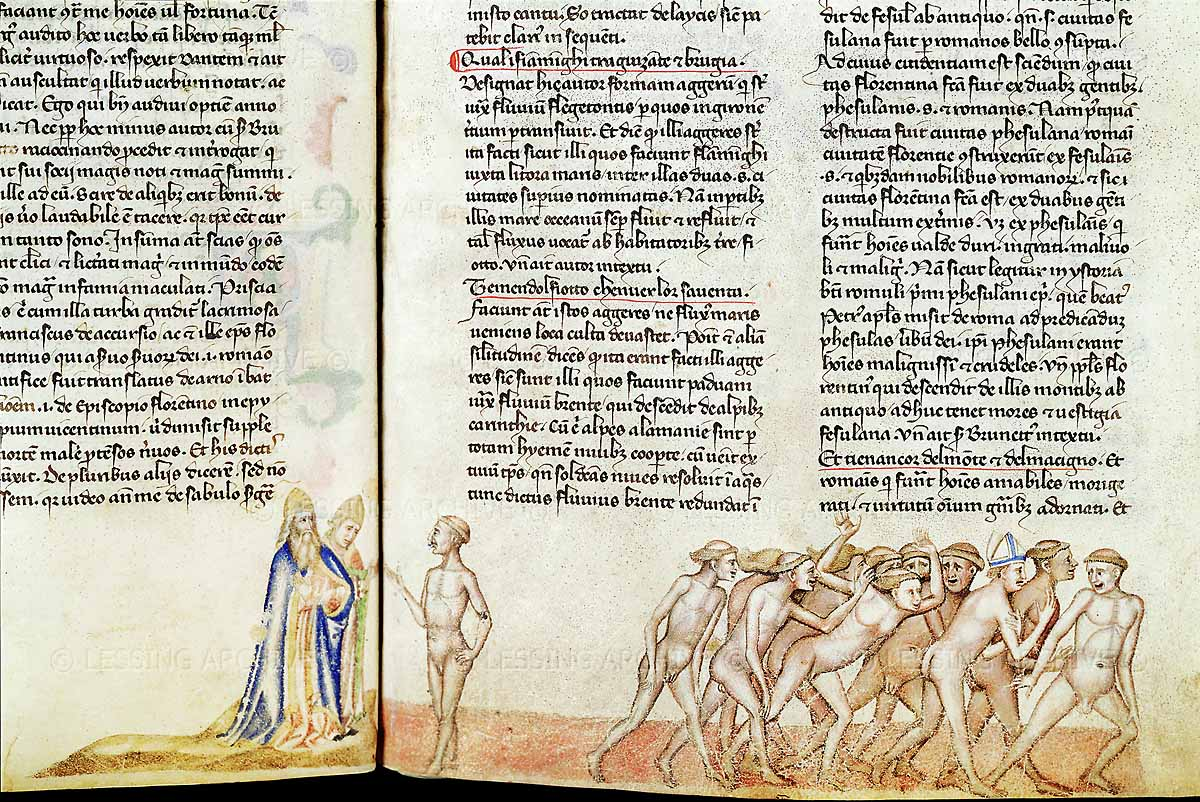
ソドム人に話を聞くダンテとウェルギリウス。 Guido da Pisaによる「神曲」の挿絵。1345年頃

### ユスティニアヌス1世と東ローマ帝国の古代末期の支配力
キリスト教において性的な意味を主として持つ言葉 "sodomia" は紀元6世紀までほとんどみられなかった。東ローマ帝国の皇帝ユスティニアヌス1世がローマ法大全で修正した Novellae Constitutionesのno. 77 （538年）およびno. 141 （559年） にソドムの罪が明確には同性間の性交渉と彼らの欲求であったと記述している。また彼は当時発生していた飢餓、地震、伝染病（535年から536年の異常気象現象参照）もソドムの罪に関連づけている。
相手は誰か不明だが、彼は反同性愛法を制定した理由は個人的に有罪にしたかった相手を立証できなかった時のためだと言われている。
ユスティニアヌス1世の法令は同性愛を禁止した最初のローマ法ではなかった。先の例で有名なものは紀元前149年に制定された "Lex Scantinia" で、紀元前17年に制定された "Lex Julia" では同性愛に死刑も科していた。
Lex Scantinia以前にも同様の法律が存在したという説もあるが、これらの主張を裏付ける証拠は失われてしまった。同性愛行動や姦通の罰には斬首による死刑を科していて、ユスティニアヌス1世の法令は、同性愛行動に対する俗世的な罰だけでなく天罰でもあり、ローマ法の模範として変更が歓迎された。というのも、権力のある特定の人々は俗世の法を無視したり逃れていたが、天罰には何も抵抗ができなかったので、ユスティニアヌス1世が彼らにも適用すると期待されたからである。
ユスティニアヌス1世より前の時代でも、同性間の性的行為は批判されたことがある。4世紀の金口イオアンは、Romans 1:26-27の説教4でローマの信徒への手紙を引用し、「身体に宿したまま魂を損なう同性愛と、身体から魂を奪う殺人では、同性愛は殺人のより罪が重い」としている。
ローマの信徒への手紙のパウロは、同性間の性的行為を「恥ずべき欲望」と言及し、この行動は自然の姿と逆で、身体に罪を与えて苦しませていると述べている。
ユダヤ人と同様にユスティニアヌス1世以前のキリスト教徒は肉欲の罪に "sodomia" の用語を使ったとされる記録は今のところないが、
アレクサンドリアのフィロンやパタラのメトディオス（紀元260年-312年）は同性間の性的行為をソドムに原因があると考え、フラウィウス・ヨセフス、 ヒッポのアウグスティヌス（紀元354年-430年）と若干の偽典の記述にみられる。

### レビ人のベネディクトと偽教令
ユスティニアヌス1世のソドムの物語の解釈は、後年ではほとんど忘れ去られた存在になっている(彼の死の直後に同性愛志向を制限する法令は、一部を除いて適用されなくなってしまったことが理由) 。例外として850年頃にフランク人がなりすましたカール大帝非公認の教令をBenedictus Levita（レビ人のベネディクト）の名前で悪用した例がある。(参考：Pseudo-Isidore)
ユスティニアヌス1世のソドムの解釈と大きく関連するベネディクトの偽教令は以下の3つである。
- XXI. De diversis malorum flagitiis. (「No. 21: 多くの恥ずべき間違いについて」)
- CXLIII. De sceleribus nefandis ob quae regna percussa sunt, ut penitus caveantur. (「No. 143: 罪深い性の不道徳によってその帝国は滅び去った。私たちもこれに対する注意を怠ってはいけない。」)
- CLX. De patratoribus diversorum malorum. (「No. 160: 多くの邪悪な行いの根源である。」)

上記3行がベネディクトがユスティニアヌス1世の解釈を利用して当時の権力を借りて聖職者の権威を正当化した地域令で、これによりカール大帝の名において罪人を焚刑（火あぶり）にする根拠となった。
焚刑はドイツ原史時代の大部分において同性愛志向に対する刑罰の基準であり（ドイツの民間伝承によれば、性的逸脱や特に同性に対する欲情は、憎悪や "nith" と呼ばれる霊的な悪魔によって引き起こされると伝えられ、これに取り憑かれた人々は "nithings" と呼ばれる非人間の悪魔として恐れられた）、ベネディクトもおそらくフランク人のドイツ地方の部族の出であったと思われる。
ベネディクトは "sodomy" の意味を、自然に反する行動（例として自慰や男女を問わない肛門性交など）とみなされた「生殖に結びつかない全ての性行動」と広く解釈しており、これは男女間だけでなく同性間も含まれる個人間の行為であると強調していた。
これらの行動への罰則に対するベネディクトの原理は、個人が犯した罪や異端信仰、迷信、異教、によって自然災害などの天罰が下るため、そこから全てのキリスト教徒を保護するためのものだとしていた。

### 中世の異端尋問、異端主義と魔術
死刑を求めるベネディクトの強い主張は、寛容の慈悲という人道的なキリスト教の概念を基盤にした教会史には前例のないものだったが、上記偽教令の事件より数世紀後に、ベネディクトの求めたような法令の変更は大きな教会の主導で具体化される。
これは1184年に中世の異端審問(en)で現れる。キリスト教の分派カタリ派とヴァルド派は公敵で、彼らは異端者として悪魔崇拝の疑いで迫害されただけでなく、次第に姦通やソドミー(肛門性交)で批難され始めた。ソドミーや同性愛に対する批判は、1307年テンプル騎士団の裁判(en)深刻な段階になっていた。
批判はとりわけ騎士団の総長であるジャック・ド・モレーに向けられた。この出来事は同じように「ソドミー」の言葉と大きく関連付けられた中世から近代初期にかけての魔女狩りに繋がった。
ブルガリアにおけるカタリ派とボゴミル派の迫害によって、 "sodomy" とほぼ同義の "buggery" は、フランス語の "bouggerie" (「ブルガリアの」という意味) の語源となった。
異端主義、悪魔崇拝、魔術と「ソドミー」の言葉との関連性は、異端審問裁判で支持されていた。ソドミーの汚名は、同性愛者や性的異常者への差別や迫害のきっかけとなり中世時代の間に止むことはなかった。

## 17世紀以降のヨーロッパにおけるソドミー
17世紀における哲学(en)の発展により、前述のユスティニアヌス1世の主張や、性的な罪、紛れもない迫害、伝染病発生や自然災害および国家の飄落などは非科学的な思想（モラル・パニック）であると考え、社会的および政治的な観点での性的逸脱の結論であるとした。
18世紀においてロンドンの中央刑事裁判所で扱った強姦および肛門性交（ソドミー）の裁判尋問では、強姦に対する処置は甘く、ソドミーに対してはほとんどの例で厳しい処置がとられた。1780年代からは裁判の数が増え、ソドミーは死罪を言い渡された。ソドミーを理由にした恐喝も増加した。
18世紀のフランスでは、肛門性交(ソドミー)は名目上は死罪であるが、ソドミー罪で死刑が執行された事例は僅かであった。
しかしながら、これらの多くは他の罪が適用された。例として、パスカルという男性は彼に抵抗した男性を殺したとされている。
バスティーユ牢獄の記録、およびアルジャンソン警部補の証言によると、売春などの道徳犯罪で逮捕された多くのケースは、国外追放、軍隊への移送、所々での監禁(主に病院)になった。もちろん、一部には実際に売春に関わったり、子供に近づいたり、もしくは同性愛行為以上の行為を行った者もいた。バスチーユの記録を編集した19世紀のライターのラベッソンは、事実上この罪を公表して公開刑罰とならないように、当局がこれらのケースを控えめに扱うよう推奨した示唆している。
当時の雑誌の一つがソドミーというあだ名で呼ばれ、ある時点でソドミーは次第に増えていった。当時既にクルージングスポットが存在しており、テュイルリー宮殿はその一つとして知られていた。このような場所では彼らは目立たぬように行動をしており、行動に目に余るものがなければ、前述の法も厳格には適用されていなかった。
一方で1730年と1733年のオランダでは、ソドミーのモラル・パニックが発生し、276人の男性が処刑されている。

## 現代のキリスト教徒の見解
旧来の解釈は最初のソドムの罪を同性愛の性的活動と捉え、レビ記18章(en)のソドムの物語に結びつけ、様々な性的犯罪をリスト化して、27節および28節によって「汚れた」世界になったという主張をしていた。
27 あなたがたの先にいたこの地の人々は、これらのもろもろの憎むべき事を行ったので、その地も汚れたからである。28 これは、あなたがたがこの地を汚して、この地があなたがたの先にいた民を吐き出したように、あなたがたをも吐き出すことのないためである。—レビ記18章27-28節（日本聖書協会訳、1955）

Per-Axel Sverkerなど研究者の一部は、この一節について旧来の解釈と一致し、「恥ずべきこと」という言葉を性的不品行と言及し、同性愛の行動はソドムとゴモラが罪深かったことだけが理由でなく、全体の中の重大な部分であったとしている。
他の人物で、彼らのうち最古の人物はDerrick Sherwin Baileyで、この一節は旧来の解釈を完全に否定していると主張している。ソドムの罪についての彼らの解釈は性的な罪よりもホスピタリティの法に対する違反であった。
論争の発端は旧約聖書におけるヘブライ語の "yâda" が "know" (知る) として使われたことである。ここでの "know" が何に言及しているのか、聖書研究家の間では意見が一致していないが、キリスト教徒の保守派の多くは「性交」であると解釈しており、反対の立場は「詮索」と解釈している。娘を差し出すというロトの提案は、二人の男が面倒を起こす意思がないことを群衆に保証する妥協案を提示したというの意味であるか、男達の代わりに彼の娘を"知る"(性交の意味で)ことを提案をしたと解釈している。
ロトの客人に対する性的意図の解釈に反対する人物は、旧約聖書におけるヘブライ語のyâda‛がknow(知る)となった箇所は930以上もあり、
性交の意味での使用は幾つも存在しており、七十人訳聖書では性的の表現だけではない。性交を意味で "yâda" が最も使われるのは創世記だという論拠の反対意見があり (including once for premarital sex: Genesis 38:26)、8章は明確に性交を意味している。士師記19章におけるパラレルストーリーも同様の意味になっており、他の意味で使われるのは、誰かを暴力によって "knowing" (思い知らせる)という箇所で使われている。

## アメリカ合衆国におけるソドミー法
アメリカ合衆国の成立初期の時代から、定義は様々であったがソドミーは禁止されていたが、一部の歴史家は初期のソドミー法は主に非合意の行動や公衆における行動の問題を扱うものであったと示唆している。ソドミーを扱った合衆国法の学術論文として知られる最も初期のものは、1905年のウェストバージニアである。弁護士のE.D. Leachは「ソドミー、レイプ、快楽殺人、身体への傷害、窃盗、強盗、動物虐待、所有物の毀損などの行為を行った者は犯罪である」と述べ、「性的機能の異常」は罪と関連していると主張した。
18世紀および19世紀の裁判官はソドミー法について過去の評決を受け継ぎ、論説化していた。「最も忌まわしい罪」(That most detestable sin)、「恐ろしい行動」(horrid act)、「恐ろしい犯罪」(the horrible crime)、「キリスト教徒の名にふさわしくない(行為)」(that which is unfit to be named among Christians) などの言葉が英米の法律専門家がソドミーを批難する際に特徴的に使われていた。ソドミー（文字通りソドムで起きた出来事）の語が肛門に入れる行為に対して当てはめられる唯一のものであったため、この行動が「全能の神」(to God almighty)に対する反抗的行動という考えに基づいたものとしてしばしば注目される。その他の語では「言葉では表せない行為」(an unspeakable act)というものが、肛門に入れる行為を示す暗黙の言葉であった。しかしながら一部では、ソドムの罪がはっきりと肛門に入れる行為を示すものではなく、むしろソドムで起きた不敬な行動全ての集合体の事であり、よって個人間の関係性をソドムの罪として取り上げるのは適切でないとの考えもある。
1950年代にはソドミー行為を有罪とする何らかの法が全ての州に存在し、1986年に合衆国最高裁判所はアメリカ合衆国憲法には州がソドミー行為を禁止するのを妨げる根拠が存在しないとする裁定を下した。
しかしながら、1961年のイリノイ州における非犯罪化を皮切りに、州議会議員達や各州裁判所は各州のソドミー法を撤廃または覆す動きを始め、2003年には全てのソドミー行為を禁じる法律（罰則：1-15年の収監）が存在する州は10州までになった。加えて他4州で同性間のソドミー行為に限定して禁じる法律が存在している。
2003年6月26日、合衆国最高裁はローレンス対テキサス州の裁判にてテキサス州の同性間のソドミー法を6対3で無効とする判決を下し、私的な同意にもとづく性行為はデュー・プロセスの自由の範囲に含まれるとする判断を下した。
サンドラ・デイ・オコナー判事は同性間に限り規制する状態が合衆国憲法修正第14条の平等保護に違反しているとする主張に賛成した。（ソドミー法（en）を参照。）この決定により個人間の同意に基づく私的かつ非商業的な範囲のソドミー法は全ての州において無効となり、ジョージア州のソドミー法を支持した1986年のバウアーズ対ハードウィック事件(en)の判決を覆すこととなった。
アメリカ軍では、陸軍控訴裁判所がローレンス対テキサス州の決定を受けて、統一軍事裁判法に第125条(ソドミー行為の禁止)の追加を決定した。
合衆国対スタイアウォルおよび合衆国対マーカムの両事件で、裁判所は「合衆国最高裁の判断した自由の範囲内における品行の堕落」の判断を下した。しかしながら、裁判所はアメリカ陸軍におけるローレンス判例の適用について、「陸軍固有の要因」の存在を理由に「ローレンス判断の自由の保護範囲外」とする第125条を支持すると述べた。ここでの要因の例は、親交、公衆における性行動や、命令や規律の適用を妨げるその他の要因などを指す。
合衆国対メモや合衆国対ブロックの両事件は、陸軍裁判所によりローレンス判決を覆して合意の上でのソドミー行為を有罪とした判決例として知られた事例である。

## 英語以外の言語
フランス語には“sodomie”、スペイン語には“sodomía” という「ソドム」が動詞化した言葉があり、いずれも肛門性交に限定する言葉として使われている。現代ドイツ語の "Sodomie" の語には肛門性交や口内性交の意味を含まず、これらに対してはbestialityが用いられている。ノルウェー語の "sodomi" やポーランド語の "sodomia"も同様である。

## 一般用例
- "sod"(=奴)という名詞および動詞("sod off"=消えうせる)は、"sodomite"を語源とする攻撃的な言葉である[65][66]。この語は性行動に限定せず広い範囲について、発言者が嫌悪や軽蔑を相手に示す侮辱的な言葉である。"sod"は英国とイギリス連邦のスラングで、軽い侮辱の意味を持つ。

## 関連書物
- Robert Purks Maccubbin (Ed.), 'Tis Nature's Fault: Unauthorized Sexuality During the Enlightenment (Cambridge University Press, 1988)
- Mark D. Jordan, The Invention of Sodomy in Christian Theology (Chicago: University of Chicago Press, 1998).
- Richard B. Hays (2004), The Moral Vision of the New Testament (London: Continuum). pg. 381
- John Boswell, Christianity, Social Tolerance, and Homosexuality (University Of Chicago Press; 8th Edition. edition, 2005).
- Louis Crompton, Homosexuality and Civilization (Belknap Press, 2003)
- 日本聖書協会, 『口語 聖書』 (日本聖書協会, 1955)
- 旧約聖書続篇翻訳委員, 『旧約聖書続篇』 （聖公会出版社, 1934）